# Etcheverrius chiliensis
Etcheverrius chiliensis är en fjärilsart som beskrevs av Félix Édouard Guérin-Méneville 1832. Etcheverrius chiliensis ingår i släktet Etcheverrius och familjen praktfjärilar. Inga underarter finns listade i Catalogue of Life.